# Bahnstrecke Orléans–Gien
| Les Bordes am Ende des 19. Jahrhunderts |                      |                                                                                 |                                                                                 |
| Streckennummer (SNCF): | 687 000              |                                                                                 |                                                                                 |
| Kursbuchstrecke (SNCF): | 21-30                |                                                                                 |                                                                                 |
| Streckenlänge: | ~68,3 km             |                                                                                 |                                                                                 |
| Spurweite: | 1435 mm (Normalspur) |                                                                                 |                                                                                 |
| Maximale Neigung: | 11 ‰                 |                                                                                 |                                                                                 |
| |                      |                                                                                 |                                                                                 |
| \| \| \| Bahnstrecke Paris–Bordeaux von Paris-Austerlitz \| \| \| \| 118,9 \| Les Aubrais-Orléans \| 118 m \| \| \| \| Bahnstrecke Paris–Bordeaux nach Bordeaux über Tours \| \| \| \| 121,1 \| Orléans \| 115 m \| \| \| \| \| \| \| \| 122,7 \| Bahnstrecke Les Aubrais-Orléans–Montauban-Ville-Bourbon nach Montauban \| Bahnstrecke Les Aubrais-Orléans–Montauban-Ville-Bourbon nach Montauban \| \| \| \| \| \| \| \| 123,8 \| Orléans-Rue Malakoff \| 106 m \| \| \| 124,4 \| Orléans-Rue d’Ambert \| 104 m \| \| \| ~125,3 \| D 2152 (ehem. RN 51) \| D 2152 (ehem. RN 51) \| \| \| 127,4 \| Saint-Jean-de-Braye \| 111 m \| \| \| 128,5 \| Bionne (44 m) \| Bionne (44 m) \| \| \| 130,1 \| Le Godet \| 111 m \| \| \| 131,3 \| Chécy-Bourg \| 109 m \| \| \| ~131,5 \| Papierwerk \| Papierwerk \| \| \| 132,3 \| Chécy-Mardié \| 113 m \| \| \| 133,5 \| Canal d’Orléans (51 m) \| Canal d’Orléans (51 m) \| \| \| 139,5 \| Saint-Denis-Jargeau \| Saint-Denis-Jargeau \| \| \| 147,3 \| Châteauneuf-sur-Loire \| 124 m \| \| \| ~148,6 \| D 952 \| D 952 \| \| \| 150,8 \| Saint-Martin-d’Abbat \| 127 m \| \| \| 152,8 \| D 952 (ehem. RN 152) und Milourdin (54 m) \| D 952 (ehem. RN 152) und Milourdin (54 m) \| \| \| 154,6 \| Grand Étang (80 m) \| Grand Étang (80 m) \| \| \| 155,1 \| Saint-Benoît-Saint-Aignan \| 127 m \| \| \| 157,1 \| Saint-Laurent (58 m) \| Saint-Laurent (58 m) \| \| \| 158,6 \| Bray \| 128 m \| \| \| \| Bahnstrecke Auxy-Juranville–Bourges von Auxy-Juranville \| \| \| \| 161,9 \| Les Bordes \| 120 m \| \| \| ~161,9 \| D 961 (ehem. RN 451) \| D 961 (ehem. RN 451) \| \| \| \| Bahnstrecke Auxy-Juranville–Bourges nach Bourges \| \| \| \| ~163,3 \| D 952 (ehem. RN 152) \| D 952 (ehem. RN 152) \| \| \| 171,2 \| Ouzouer-Dampierre \| 148 m \| \| \| 175,4 \| Buisson-Réau \| 152 m \| \| \| ~178,7 \| Fossé du Moulin \| Fossé du Moulin \| \| \| ~184,9 \| Militärdepot Nevoy \| 150 m \| \| \| \| \| \| \| \| \| Bahnstrecke Moret-Veneux-les-Sablons–Lyon-Perrache von Moret-Veneux-les-Sablons \| \| \| \| \| \| \| \| \| ~189,4 154,3 \| Gien \| 162 m \| \| \| \| Bahnstrecke Gien–Argent n. Argent-s/-S. \| \| \| \| \| Bahnstrecke Auxerre-Saint-Gervais–Gien n. Auxerre-St-Gerv. \| \| \| \| \| \| \| \| \| \| Bahnstrecke Moret-Veneux-les-Sablons–Lyon-Perrache nach Lyon-Perrache \| \| \| \| \| \| \| \| \| \| \| \| \| Beginn der km-Zählung im Paris-Austerlitz \| \| \| \| |                      |                                                                                 |                                                                                 |
| |                      | Bahnstrecke Paris–Bordeaux von Paris-Austerlitz                                 |                                                                                 |
| Bahnhof | 118,9                | Les Aubrais-Orléans                                                             | 118 m                                                                           |
| Abzweig geradeaus, nach rechts und von rechts |                      | Bahnstrecke Paris–Bordeaux nach Bordeaux über Tours                             | Bahnstrecke Paris–Bordeaux nach Bordeaux über Tours                             |
| Bahnhof · Abzweig geradeaus, nach rechts und von rechts | 121,1                | Orléans                                                                         | 115 m                                                                           |
| |                      |                                                                                 |                                                                                 |
| Abzweig geradeaus, nach rechts und von rechts | 122,7                | Bahnstrecke Les Aubrais-Orléans–Montauban-Ville-Bourbon nach Montauban          | Bahnstrecke Les Aubrais-Orléans–Montauban-Ville-Bourbon nach Montauban          |
| |                      |                                                                                 |                                                                                 |
| ehemaliger Haltepunkt / Haltestelle | 123,8                | Orléans-Rue Malakoff                                                            | 106 m                                                                           |
| ehemaliger Haltepunkt / Haltestelle | 124,4                | Orléans-Rue d’Ambert                                                            | 104 m                                                                           |
| Bahnübergang | ~125,3               | D 2152 (ehem. RN 51)                                                            | D 2152 (ehem. RN 51)                                                            |
| ehemaliger Bahnhof | 127,4                | Saint-Jean-de-Braye                                                             | 111 m                                                                           |
| Brücke über Wasserlauf | 128,5                | Bionne (44 m)                                                                   | Bionne (44 m)                                                                   |
| ehemaliger Bahnhof | 130,1                | Le Godet                                                                        | 111 m                                                                           |
| ehemaliger Haltepunkt / Haltestelle | 131,3                | Chécy-Bourg                                                                     | 109 m                                                                           |
| Abzweig geradeaus und nach links | ~131,5               | Papierwerk                                                                      | Papierwerk                                                                      |
| Dienststation / Betriebs- oder Güterbahnhof | 132,3                | Chécy-Mardié                                                                    | 113 m                                                                           |
| Brücke über Wasserlauf | 133,5                | Canal d’Orléans (51 m)                                                          | Canal d’Orléans (51 m)                                                          |
| Dienststation / Betriebs- oder Güterbahnhof | 139,5                | Saint-Denis-Jargeau                                                             | Saint-Denis-Jargeau                                                             |
| Dienststation / Betriebs- oder Güterbahnhof | 147,3                | Châteauneuf-sur-Loire                                                           | 124 m                                                                           |
| Strecke mit Straßenbrücke | ~148,6               | D 952                                                                           | D 952                                                                           |
| ehemaliger Haltepunkt / Haltestelle | 150,8                | Saint-Martin-d’Abbat                                                            | 127 m                                                                           |
| Brücke | 152,8                | D 952 (ehem. RN 152) und Milourdin (54 m)                                       | D 952 (ehem. RN 152) und Milourdin (54 m)                                       |
| Brücke | 154,6                | Grand Étang (80 m)                                                              | Grand Étang (80 m)                                                              |
| ehemaliger Bahnhof | 155,1                | Saint-Benoît-Saint-Aignan                                                       | 127 m                                                                           |
| Brücke über Wasserlauf | 157,1                | Saint-Laurent (58 m)                                                            | Saint-Laurent (58 m)                                                            |
| ehemaliger Bahnhof | 158,6                | Bray                                                                            | 128 m                                                                           |
| Abzweig geradeaus und ehemals von links |                      | Bahnstrecke Auxy-Juranville–Bourges von Auxy-Juranville                         | Bahnstrecke Auxy-Juranville–Bourges von Auxy-Juranville                         |
| ehemaliger Bahnhof | 161,9                | Les Bordes                                                                      | 120 m                                                                           |
| Bahnübergang | ~161,9               | D 961 (ehem. RN 451)                                                            | D 961 (ehem. RN 451)                                                            |
| Abzweig ehemals geradeaus und nach rechts |                      | Bahnstrecke Auxy-Juranville–Bourges nach Bourges                                | Bahnstrecke Auxy-Juranville–Bourges nach Bourges                                |
| Bahnübergang (Strecke außer Betrieb) | ~163,3               | D 952 (ehem. RN 152)                                                            | D 952 (ehem. RN 152)                                                            |
| Bahnhof (Strecke außer Betrieb) | 171,2                | Ouzouer-Dampierre                                                               | 148 m                                                                           |
| Haltepunkt / Haltestelle (Strecke außer Betrieb) | 175,4                | Buisson-Réau                                                                    | 152 m                                                                           |
| Brücke über Wasserlauf (Strecke außer Betrieb) | ~178,7               | Fossé du Moulin                                                                 | Fossé du Moulin                                                                 |
| Dienststation / Betriebs- oder Güterbahnhof · Abzweig ehemals geradeaus und von rechts | ~184,9               | Militärdepot Nevoy                                                              | 150 m                                                                           |
| |                      |                                                                                 |                                                                                 |
| Abzweig geradeaus und von links |                      | Bahnstrecke Moret-Veneux-les-Sablons–Lyon-Perrache von Moret-Veneux-les-Sablons | Bahnstrecke Moret-Veneux-les-Sablons–Lyon-Perrache von Moret-Veneux-les-Sablons |
| |                      |                                                                                 |                                                                                 |
| Bahnhof | ~189,4 154,3         | Gien                                                                            | 162 m                                                                           |
| Abzweig geradeaus und nach rechts |                      | Bahnstrecke Gien–Argent n. Argent-s/-S.                                         | Bahnstrecke Gien–Argent n. Argent-s/-S.                                         |
| Abzweig geradeaus und nach links |                      | Bahnstrecke Auxerre-Saint-Gervais–Gien n. Auxerre-St-Gerv.                      | Bahnstrecke Auxerre-Saint-Gervais–Gien n. Auxerre-St-Gerv.                      |
| |                      |                                                                                 |                                                                                 |
| |                      | Bahnstrecke Moret-Veneux-les-Sablons–Lyon-Perrache nach Lyon-Perrache           |                                                                                 |
| |                      |                                                                                 |                                                                                 |
| |                      |                                                                                 |                                                                                 |
| Beginn der km-Zählung im Paris-Austerlitz |                      |                                                                                 |                                                                                 |

Die Bahnstrecke Orléans–Gien ist eine knapp 70 km lange, eingleisige Eisenbahnstrecke in Frankreich, von der etwa ein Drittel stillgelegt und entwidmet ist. Sie führt von Orléans nach Gien entlang der Loire am rechten Ufer flussaufwärts. Großräumig zielt die Strecke in südöstliche Richtung und verläuft ausschließlich im Département Loiret. Es findet nur noch Güterverkehr statt.

## Geschichte
Am 3. November 1873 wurde diese Strecke nach relativ kurzer Bauzeit eröffnet. Geringe Höhendifferenzen im Planum erforderten nur wenige Ingenieurbauwerke.
Erster Konzessionär war die Compagnie du chemin de fer de Paris à Orléans (PO), die Planung für den Bau und Betrieb von der Compagnie du chemin de fer Grand-Central de France übernehmen konnte, nachdem diese in finanzielle Schieflage geraten und ab 1857 zahlungsunfähig geworden war. Obwohl 1855 die ersten Streckenabschnitte in Betrieb genommen wurden, war eine Dividendenzahlung erst nach fünf Jahren vorgesehen. Die Aktionäre wurden jedoch wegen der Verzögerung bei der Strecken-Eröffnung ungeduldig und nahmen Aufforderungen zur Kapitaleinzahlung nur zögerlich vor. Nach der Euphorie der Jahre 1852/1853 verlor der Markt für Eisenbahnaktien ab 1855 deutlich an Schwung. In der Öffentlichkeit wurde nicht zu Unrecht gemunkelt, dass die Anleihen eher zur Zahlung von Dividenden als zur Finanzierung von Bauarbeiten verwendet wurden, das das Interesse an den Aktien zusätzlich schmälerte.
Mit Vertrag zwischen dem Ministerium für öffentliche Arbeiten und dem Unternehmen vom 11. April 1857 fällt die Strecke zwischen Orléans und Gien aus der Insolvenzmasse an Strecken der ehemaligen Bahngesellschaft an die PO. Am 6. Januar 1864 wurde sie für gemeinnützig erklärt. Damit wurde die erteilte Konzession endgültig.

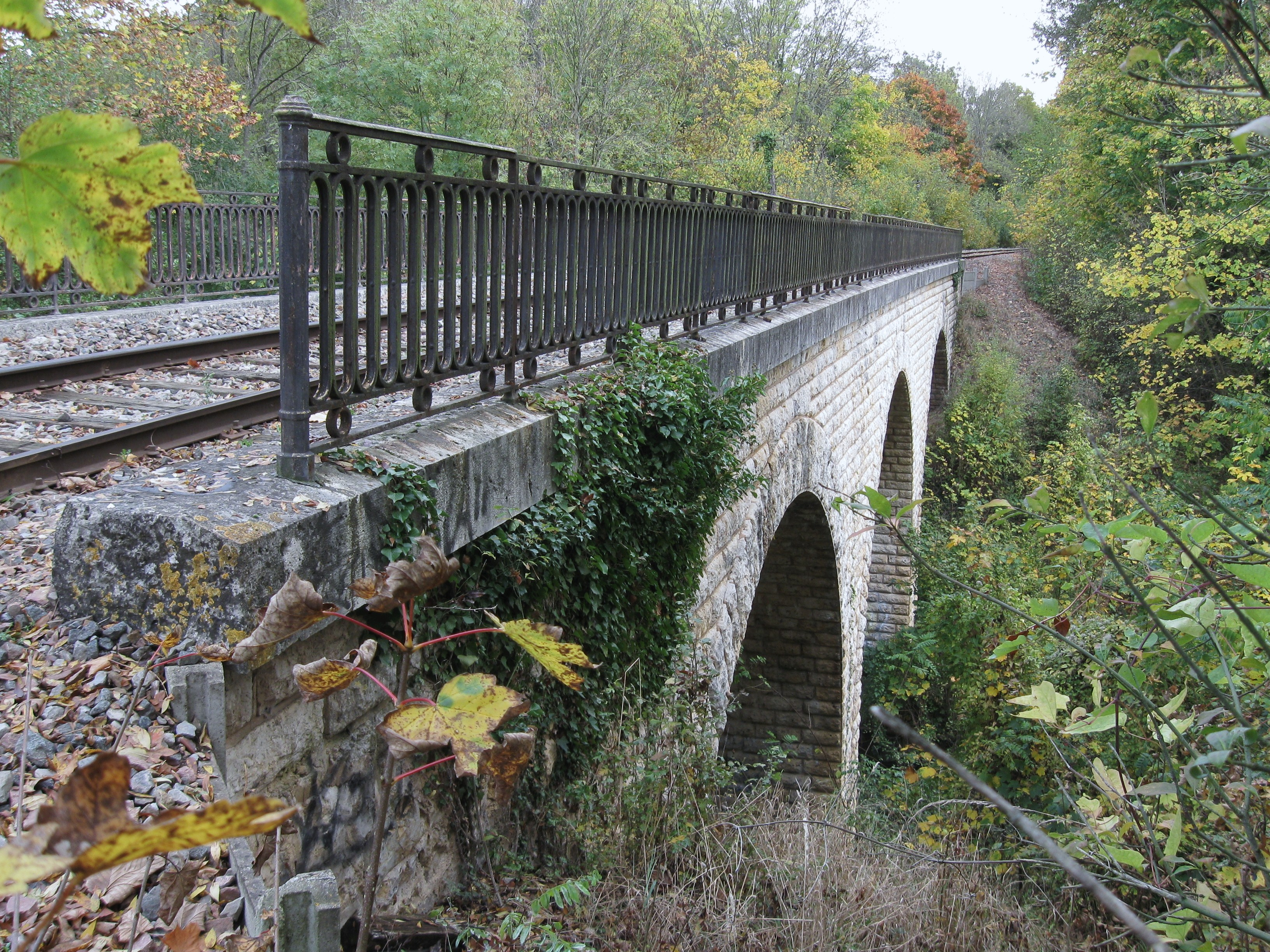
Brücke über die Bionne bei BK 128,5

Nur wenige Monate vor Beginn des Zweiten Weltkriegs wurde der Personenverkehr am 15. Mai 1939 wegen zu geringen Verkehrsaufkommens und Konkurrenzdruck durch den Busverkehr geschlossen. Die Société des transports régionaux de l’est et du centre (TREC) betrieb seit 1929 den gesamten öffentlichen Busverkehr rund um die Stadt Orléans sowohl im Stadt- als auch im Überlandverkehr. Zum 31. März 1939 hatte sie bereits die Straßenbahn in Orléans aufgeben müssen.
Auch andere Strecken waren von der Schließung des Personenverkehrs betroffen: Gien–Argent-sur-Sauldre bereits am 1. September 1932, Gien-Saint-Sauveur-en-Puisaye am 2. Oktober 1939 und Argent-sur-Sauldre-Les Bordes-Beaune-la-Rolande ebenfalls zum 15. Mai 1939. Zwar wurde die Strecke zur Herstellung einer besseren Militärinfrastruktur zu Kriegsbeginn wieder eröffnet, jedoch gab es bei Kampfhandlungen im Abschnitt Les Bordes–Gien Zerstörungen an der Strecke, die dadurch bedingt nie wieder in Betrieb genommen wurde. Grundstücke und Gebäude wurden an Privat verkauft. Dieser Teil (BK 162,3 bis BK 181,2) wurde am 12. November 1954 entwidmet.